# Égypte aux Jeux olympiques d'été de 1976
L'Égypte fait partie des 22 nations qui ont boycotté les Jeux olympiques d'été de 1976 à Montréal (Canada) pour protester contre la participation de la Nouvelle-Zélande dont l'équipe de rugby venait de faire une tournée en Afrique du Sud où l'apartheid est alors en vigueur.
L'Égypte, ainsi que la Tunisie et le Maroc, participent aux Jeux olympiques du 18 au 20 juillet avant de s'en retirer.

## Résultats par événement

### Basket-ball
L'équipe masculine de basket-ball est qualifié pour le tournoi et participe à la phase préliminaire dans le groupe B.
Elle est battue le 18 juillet dans le premier match face à l'équipe tchécoslovaque sur le score de 64 à 103.
Le retrait de la délégation interrompt le tournoi en déclarant forfait.

### Boxe
Mi-mouches (moins de 48 kg)
- Said Mohamed Abdelwahab
  - Premier tour – gagné contre José Leroy ( France) (match arrêté par l'arbitre au cours du premier round)
  - Deuxième tour - forfait face à Héctor Patri ( Argentine)

Mouche (moins de 51 kg)
- Said Ahmed Elashry
  - Premier tour – gagné contre Sandor Orban ( Hongrie) (score de 5-0 au premier round)
  - Deuxième tour - forfait face à Alfredo Pérez ( Argentine)

Coq (moins de 54 kg)
- Abdelnabi Elsayed Mahran
  - Premier tour – perdu contre Bernardo Onori ( Italie) (score de 5-0 au premier round)

### Haltérophilie
| Athlète       | Épreuve       | Arraché (kg) | Arraché (kg) | Épaulé-jeté (kg) | Épaulé-jeté (kg) | Total    | Total |
| Athlète       | Épreuve       | Résultat     | Rang         | Résultat         | Rang             | Résultat | Rang  |
| ------------- | ------------- | ------------ | ------------ | ---------------- | ---------------- | -------- | ----- |
| Mustafa Aly   | Poids mouches | 90           | 15e          | DSQ              | DSQ              | DSQ      | DSQ   |
| Ahmed Mashall | Poids coqs    | 90           | 19e          | 127.5            | 14e              | 217.5    | 14e   |